# جوائز مهرجان أوغندا السينمائي
جوائز مهرجان أوغندا السينمائي (بالإنجليزية: Uganda Film Festival Awards)‏ تُقدم سنويًا للاعتراف بالتميز في صناعة السينما في أوغندا. بدأت الجوائز في عام 2013 في إطار مبادرة لجنة الاتصالات الأوغندية للاعتراف بصناعة السينما الأوغندية وتطويرها. يتم عرض الأفلام المرشحة في مهرجان مدته خمسة أيام يدير أيضًا التدريب وورش العمل والمعارض والتوعية. 

## فئات الجائزة
تم تقديم فئات التلفزيون في عام 2016، بينما بدأت فئات الأفلام بالجوائز في عام 2013. فيما يلي قائمة الفئات الممنوحة من جوائز مهرجان أوغندا السينمائي اعتبارًا من عام 2019. 
- أفضل تصوير سينمائي
- أفضل الأزياء (تصميم الإنتاج)
- أفضل صوت
- أفضل سيناريو
- أفضل فيلم طلابي
- أفضل فيلم رسوم متحركة
- أفضل فيلم قصير
- أفضل فيلم روائي طويل
- جائزة اختيار الجمهور
- أفضل ممثل
- أفضل ممثلة
- أفضل فيلم وثائقي
- أفضل فيلم شرق أفريقي
- أفضل ما بعد الإنتاج / التحرير
- أفضل مسلسل تلفزيوني درامي
- أفضل ممثل في دراما تلفزيونية
- أفضل ممثلة في دراما تلفزيونية
- جائزة خاصة / جائزة الإنجاز مدى الحياة
- أفضل مخرج
- أفضل ممثلة مساعدة
- أفضل ممثل مساعد
- جائزة أفضل فيلم أفريقي

## روابط خارجية
- THE UGANDA FILM FERSTIVAL STRUCTURE